# Li Xiaoxia
Li Xiaoxia (xinès simplificat: 李晓霞, xinès tradicional: 李晓霞, pinyin: Lǐ Xiǎoxiá, nascuda el 16 de gener de 1988 en Anshan, Liaoning, Xina) és una jugadora de tennis de taula professional xinesa.
Entrena al Jiangsu Wuxi Shanhe Club en Wuxi, Xina. El seu entrenador és Sun Li, qui és també el mentor d'or olímpic guanyador de la medalla Zhang Yining. S'espera que Li Xiaoxia es convertirà en un dels jugadors més valuosos de l'equip de la Xina en el futur. A l'abril de 2011, va ocupar el primer lloc en el rànquing mundial de les dones de la ITTF. En termes d'assoliments, és una de les més reeixides jugadores de tennis de taula femení (al costat de Wang Nan i Zhang Yining) que han guanyat la medalla d'or en cadascuna de les competències com la copa del món de tennis de taula, el campionat mundial de tennis de taula, i el tennis de taula olímpic.
El 2013 va ser inclosa al Saló de la Fama del Tennis de Taula.